# Rajd Cordatic 1967
Rajd Cordatic 1967 (7. Cordatic Rallye 1967) – 7. edycja rajdu samochodowego Rajd Cordatic rozgrywanego na Węgrzech. Rozgrywany był od 24 do 28 sierpnia 1967 roku. Była to piąta runda Rajdowego Pucharu Pokoju i Przyjaźni w roku 1967.

## Klasyfikacja rajdu
| Miejsce                | Kierowca               | Pilot                  | Samochód               | Wynik                  | Strata                 |                        |
| Klasyfikacja generalna | Klasyfikacja generalna | Klasyfikacja generalna | Klasyfikacja generalna | Klasyfikacja generalna | Klasyfikacja generalna | Klasyfikacja generalna |
| ---------------------- | ---------------------- | ---------------------- | ---------------------- | ---------------------- | ---------------------- | ---------------------- |
| 1.                     | Attila Ferjáncz        | Jenő Zsembery          | Renault 8 Gordini      | 3:04                   | 0.0                    |                        |
| 2.                     | Henryk Ruciński        | Adam Wędrychowski      | Volvo 144 S            | 3:55                   | +51                    |                        |
| 3.                     | Adam Smorawiński       | Jan Wojczaczek         | BMW 2002               | 5:02                   | +1:58                  |                        |
| 4.                     | György Kiss            | Miklós Katona          | Steyr Puch             | 8:57                   | +5:53                  |                        |
| 5.                     | Ferenc Szenttornyay    | Károly Farkas          | Opel Kadett Rallye     | 12:01                  | +8:57                  |                        |
| 6.                     | Róbert Mercsényi       | István Sándor          | Opel Rekord            | 12:43                  | +9:39                  |                        |
| 7.                     | Ferenc Kelemen         | József Keresztesi      | Renault 8 Gordini      | 13:59                  | +10:55                 |                        |
| 8.                     | Horst Storbeck         | Hubert Kallus          | Trabant P601           | 14:59                  | +11:55                 |                        |
| 9.                     | János Czira            | Mihaluti               | BMW                    | 18:30                  | +15:26                 |                        |
| 10.                    | Manfred Hetzer         | Klaus Meinig           | Trabant P601           | 24:05                  | +21:01                 |                        |
| Klasyfikacja CoPaF     |                        |                        |                        |                        |                        |                        |
| 1.                     | Attila Ferjáncz ?      |                        |                        |                        | 0.0                    |                        |